# Vanja Radovanović
Vanja Radovanović, (szerbül: Вања Радовановић (Belgrád, 1982. október 28. –) montenegrói énekes. Ő képviselte Montenegrót a 2018-as Eurovíziós Dalfesztiválon, Lisszabonban, a Inje című dallal.  A második elődöntőből nem sikerült továbbjutnia, itt a 16. helyen végzett 40 ponttal.

## Diszkográfia

### Nagylemezek
- 2008 - Pričaj dodirom
- 2014 - Svi životi moji

### Kislemezek
- 2004 - Dripac
- 2005 - Krila olovna
- 2005 - Izvini ne menja ljude
- 2006 - Kad me jednom za te ne bude
- 2007 - Pričaj dodirom
- 2008 - Takav sam i sad
- 2009 - Ne pitaj za mene
- 2010 - Bez koncepta
- 2010 - Milo moje
- 2010 - Novi Sad
- 2012 - Padobran
- 2013 - Svi životi moji
- 2018 - Inje